# Aplec dels perdons

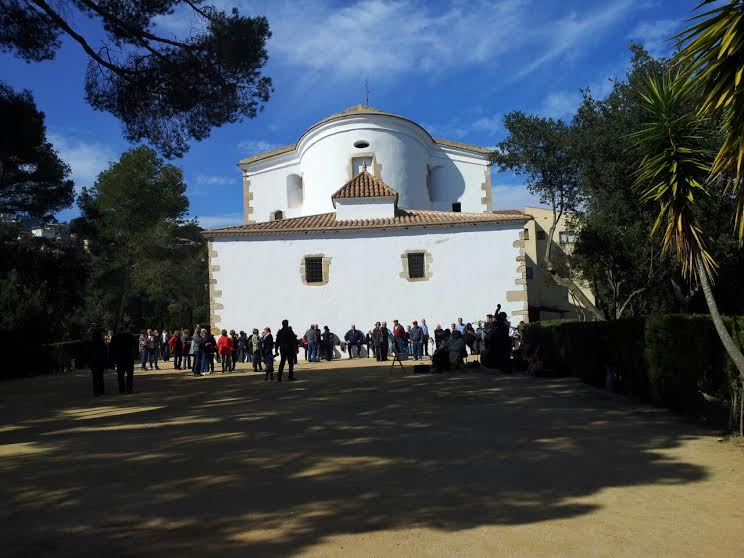
Aplec dels perdons a l'Ermita de Santa Cristina de Lloret de Mar (2015)

L'Aplec dels perdons se celebra cada any, el segon diumenge de quaresma, a l'ermita de Santa Cristina de Lloret de Mar. Els actes de celebració comencen amb una caminada a peu fins a l'ermita, on hi tenen lloc ballades de sardanes i una arrossada popular.

## Orígens històrics
Els orígens de l'aplec es remunten al segle xvi. El rector Jaume Felip i Gibert va escriure a la Consueta (llibre de consuetuds i costums, de pràctiques i cerimònies, d'una església o parròquia) de l'any 1592: 
| « | Mars. - Nota que lo segon diumenge de Quaresma són los perdons a St.a Christina; és costum anar allí dit diumenge a dir les vespres y sermó - quan n'(h) i ha - y relíquia | » |

El “perdó” del nom són les indulgències, els quals l'església oferia als fidels i que compensaven els possibles excessos comesos durant el Carnaval.

## L'aplec en l'actualitat
L'aplec dels perdons continua essent una de les celebracions més assenyalades de Lloret i es segueix fent el segon diumenge de Quaresma. La caminada cap a l'Ermita de Santa Cristina (organitzada per l'entitat cultural lloretenca Xino-Xano) surt de la Plaça de la Vila. Es fa una parada per fer un esmorçar popular i se sol a fer alguna visita cultural durant el trajecte (a llocs emblemàtics com els Jardins de Santa Clotilde). Un cop arribats a l'Ermita, a les 12, se celebra la missa. Es fa la veneració de Sa Relíquia i els cants dels Goigs de Sant Cristina. Durant la celebració es nomenen les noves Obreres (les noies que durant l'any en curs tindran cura de l'ornamentació de l'ermita, de la imatge de la Santa i ballaran el Ball de Plaça, entre altres activitats). Després dels actes religiosos es fa una audició de sardanes a l'esplanada del pi, darrere l'ermita. A continuació, el Xino-xano organitza una arrossada popular oberta a tots els assistents. A la tarda continua la celebració amb una ballada de sardanes a l'esplanada davant el monument a l'obrera.